# Traces of You
Albums de Anoushka Shankar
Traveller
(2011)
Singles
1. Traces of You
Sortie : 22 juillet 2013
2. The Sun Won't Set
Sortie : 11 avril 2014

Traces of You est le septième album studio de l'artiste indienne Anoushka Shankar, sorti le 4 octobre 2013, sous le label de Deutsche Grammophon.
Ce fut son premier album depuis Traveller, nommé aux Grammy Awards en 2011, produit par le compositeur britannique et multi-instrumentiste Nitin Sawhney. Elle chante sur trois pistes de l'album Traces of You en duo avec Norah Jones, sa demi-sœur.

## Liste des pistes
| 1.    | The Sun Won't Set (duo avec Norah Jones) | Anoushka Shankar, Nitin Sawhney      | 3:34 |
| 2.    | Flight                                   | Anoushka Shankar                     | 3:37 |
| 3.    | Indian Summer                            | Anoushka Shankar, Nitin Sawhney      | 4:54 |
| 4.    | Maya                                     | Anoushka Shankar, Manu Delago        | 5:05 |
| 5.    | Lasya                                    | Anoushka Shankar                     | 4:38 |
| 6.    | Fathers                                  | Anoushka Shankar, Nitin Sawhney      | 2:30 |
| 7.    | Metamorphosis                            | Anoushka Shankar, Nitin Sawhney      | 4:57 |
| 8.    | In Jyoti's Name                          | Anoushka Shankar                     | 3:33 |
| 9.    | Monsoon                                  | Anoushka Shankar                     | 3:40 |
| 10.   | Traces of You (duo avec Norah Jones)     | Anoushka Shankar, Nitin Sawhney      | 3:45 |
| 11.   | River Pluse                              | Nitin Sawhney                        | 3:04 |
| 12.   | Chasing Shadows                          | Anoushka Shankar, Vishwa Mohan Bhatt | 8:17 |
| 13.   | Unsaid (duo avec Norah Jones)            | Anoushka Shankar, Norah Jones        | 4:26 |
| 56:09 |                                          |                                      |      |

## Crédits album
| Crédits - Anoushka Shankar - sitar - Norah Jones - voix principale, piano - Vishwa Mohan Bhatt - compositeur - Ian Burdge - violoncelle - Tanmoy Bose - percussion - Sandhya Chandrachood - voix - Manu Delago - carillon, compositeur, percussion - Aref Durvesh - tabla - Ravichandra Kulur - bansuri - Kenji Ota - tanpura - Nitin Sawhney - arrangeur, basse, guitare, percussion, piano, ukulélé - Bernhard Schimpelsberger - udu - Pirashanna Thevarajah - ghatam, gridangam, voix | Production - Nitin Sawhney et Christian Badzura - production - Dean Barratt, Matt Marinelli, Viraj Mohan, Gaurav Raina, James Turner, Matt Van Allen et Giles Williams - ingénieurs - Nitin Sawhney - programmation de la batterie Design - Merle Kersten - direction artistique - Yuval Hen - photographie |

## Classifications

### Classements hebdomadaires
| Classement (2013)                   | Position |
| ----------------------------------- | -------- |
| Espagne (Promusicae)                | 90       |
| États-Unis (Billboard 200)          | 185      |
| États-Unis (Top Heatseekers Albums) | 4        |
| États-Unis (World Albums)           | 1        |
| France (SNEP)                       | 190      |
| Suisse (Schweizer Hitparade)        | 77       |

## Distribution
| Pays             | Date            | Label               | Format                 |
| ---------------- | --------------- | ------------------- | ---------------------- |
| Autriche         | 4 octobre 2013  | Deutsche Grammophon | CD, LP, Téléchargement |
| Allemagne        | 4 octobre 2013  | Deutsche Grammophon | CD, LP, Téléchargement |
| Nouvelle-Zélande | 4 octobre 2013  | Deutsche Grammophon | CD, LP, Téléchargement |
| Suède            | 4 octobre 2013  | Deutsche Grammophon | CD, LP, Téléchargement |
| France           | 7 octobre 2013  | Deutsche Grammophon | CD, LP, Téléchargement |
| Royaume-Uni      | 7 octobre 2013  | Deutsche Grammophon | CD, LP, Téléchargement |
| Italie           | 8 octobre 2013  | Deutsche Grammophon | CD, LP, Téléchargement |
| Espagne          | 8 octobre 2013  | Deutsche Grammophon | CD, LP, Téléchargement |
| Japon            | 9 octobre 2013  | Deutsche Grammophon | CD, LP, Téléchargement |
| Australie        | 11 octobre 2013 | Deutsche Grammophon | CD, LP, Téléchargement |
| Canada           | 22 octobre 2013 | Deutsche Grammophon | CD, LP, Téléchargement |
| États-Unis       | 22 octobre 2013 | Deutsche Grammophon | CD, LP, Téléchargement |